# デイヴィッド・レクタ・ルディシャ
デイヴィッド・レクタ・ルディシャ（David Lekuta Rudisha、1988年12月17日 - ）はケニアの陸上競技選手、専門は中距離走。リフトバレー州キルゴリス出身。2010年8月22日、ベルリンで開催された競技会において800mの世界記録を更新する1分41秒09を記録、さらに8月29日には1分41秒01まで記録を伸ばした。2012年8月10日、ロンドンで開催されたオリンピックにおいて800mの世界記録を更新する1分40秒91を記録した。

## 経歴
2009年8月世界陸上競技選手権ベルリン大会に出場し準決勝に進出。9月イタリア・リエーティ県で開催されたIAAFグランプリでは、同国人サミー・コスケイが25年間保持していたアフリカ記録1分42秒28を更新する、1分42秒01の新記録を樹立して優勝した。これは男子800m歴代4位の記録である。
2010年6月IAAFダイヤモンドリーグのビスレットゲームズでアブバケール・カキと対戦したが、セバスチャン・コーが31年保持していた大会記録を更新する1分42秒04を記録し、これを下した。7月10日、ベルギー・ヒュースデン＝ゾルダーで開催されたナイトオブアスレチックスにおいて男子800m世界歴代2位、アフリカ記録となる1分41秒51を記録した。8月22日、ベルリンの競技会ISTAFにおいて1分41秒09を記録し、ウィルソン・キプケテルが1997年8月に記録した男子800mの世界記録を0秒02更新した。8月のダイヤモンドリーグ最終戦のメモリアルヴァンダム800mで優勝。2010年IAAFダイヤモンドリーグの男子800mで4勝を挙げて年間種目別優勝者に輝き、ダイヤモンドトロフィーを獲得した。同年11月、女子走高跳のブランカ・ブラシッチと共に2010年度IAAF世界最優秀選手賞を受賞した。

## 人物
ルディシャはトランスマラ県キルゴリスに生まれ、何人ものトップランナーを輩出したことで知られるケイヨ県イテンのセントパトリック高校に通った。当初は400mの選手だったが、コーチであるコルム・オコンネルが彼を促して800mに挑戦させた。その後まもない2006年、ルディシャは800mの世界ジュニアチャンピオンになった。 
ルディシャはマサイ族である。彼の父ダニエル・ルディシャはメキシコシティオリンピック4×400mRケニア代表第1走者であり、銀メダリストとなった選手である。

## 主な戦績
| 年   | 大会                               | 開催地           | 種目 | 記録   | 備考   |
| ---- | ---------------------------------- | ---------------- | ---- | ------ | ------ |
| 2006 | 世界ジュニア陸上競技選手権大会     | 北京             | 800m | 優勝   |        |
| 2007 | アフリカジュニア陸上競技選手権大会 | ワガドゥグー     | 800m | 優勝   | [ 8 ]  |
| 2008 | アフリカ陸上競技選手権大会         | アディスアベバ   | 800m | 優勝   |        |
| 2009 | 世界陸上競技選手権大会             | ベルリン         | 800m | 準決勝 | 3組3着 |
| 2009 | IAAFワールドアスレチックファイナル | テッサロニキ     | 800m | 優勝   |        |
| 2010 | アフリカ陸上競技選手権大会         | ナイロビ         | 800m | 優勝   |        |
| 2010 | IAAFコンチネンタルカップ           | スプリト         | 800m | 優勝   |        |
| 2011 | 世界陸上競技選手権大会             | 大邱             | 800m | 優勝   |        |
| 2012 | ロンドンオリンピック               | ロンドン         | 800m | 優勝   |        |
| 2015 | 世界陸上競技選手権大会             | 北京             | 800m | 優勝   |        |
| 2016 | リオデジャネイロオリンピック       | リオデジャネイロ | 800m | 優勝   |        |

## 記録
| 種目 | 記録      | 年月日        | 場所     | 備考     |
| ---- | --------- | ------------- | -------- | -------- |
| 400m | 45秒15    | 2013年5月3日  | ナイロビ |          |
| 800m | 1分40秒91 | 2012年8月10日 | ロンドン | 世界記録 |